# Conservatorio di San Michele

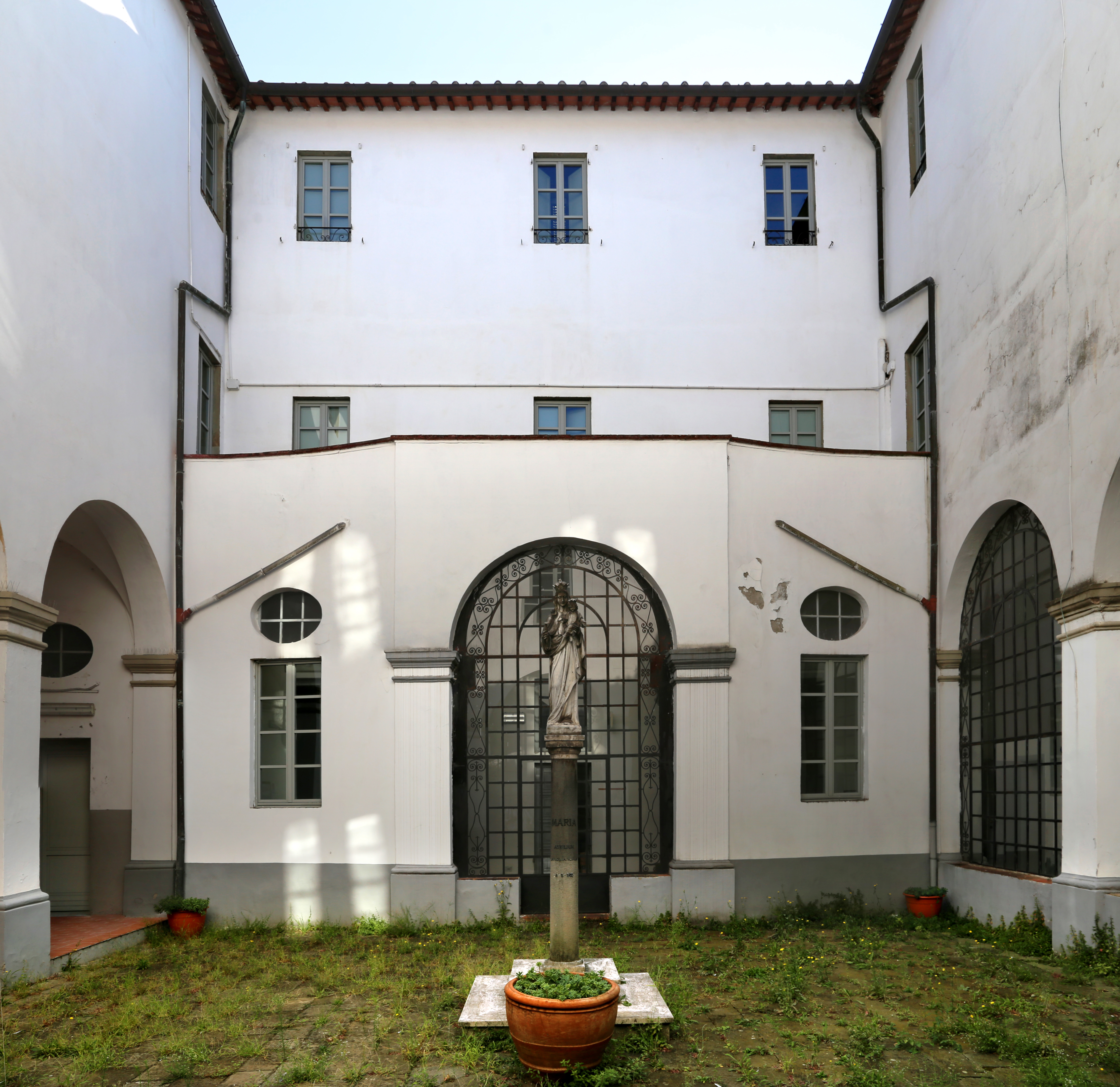
Chiostro dell'ex-convento

Il Conservatorio di San Michele si trova in via Leopoldo Galeotti a Pescia (provincia di Pistoia, diocesi di Pescia).

## Storia
È un edificio storico le cui origini risalgono al 1104, quando comparve per la prima volta il nome di un Monastero benedettino annesso alla Chiesa. Nel 1560 fu fondato un nuovo monastero sulla base dell'antico ospedale di Santa Maria Nuova.
In pochi anni, l'allora monastero ampliò i suoi spazi con l'acquisizione delle adiacenti fucine di via della Coiaria. Nei due secoli successivi, l'istituzione accolse le bambine di provenienza nobile o borghese della città.
Nel 1785, durante le riforme attuate da Pietro Leopoldo di Lorena, l'edificio, così come altri monasteri femminili toscani, fu laicizzato e trasformato in Conservatorio per l'educazione e l'istruzione delle ragazze di buona famiglia; inoltre vi fu annessa una scuola per le ragazze popolane cui si insegnavano nozioni di lettura, scrittura, matematica, tessitura, cucito e ricamo. Nel 1803 il re Ludovico I di Etruria ripristinò con decreto il monastero benedettino obbligando però le monache a mantenere in vita le attività educative, nonostante a Pescia l'educandato di San Michele fosse stato chiuso nel 1793 e riattivato solo nel 1829.
Durante il periodo napoleonico anche i beni lasciati da Pietro Leopoldo al Conservatorio furono alienati. In seguito l'istituto fu ripristinato da Ferdinando III di Lorena. Questi, avvalendosi di Pasquale Magnani di una locale famiglia di imprenditori, riuscì in breve a riaprire la scuola pubblica e a restituire al Conservatorio una parte dei suoi beni. 
L'educandato riaprì nel 1829 e la sua gestione fu affidata alle oblate, che da allora furono chiamate le Signore di San Michele.
Nel 1865 le Suore della Congregazione dei Sacri Cuori furono chiamate a gestire il convitto e l'asilo privato, i quali poi passarono sotto la gestione nel 1929 delle Suore mantellate serve di Maria e nel 1938 dell'ordine religioso delle Figlie di Maria Ausiliatrice; l'Istituto magistrale fu posto poi sotto il controllo del Ministero della pubblica istruzione. Nel 1920 il Conservatorio di Pescia istituì la Scuola normale, trasformata nel 1923 in Istituto magistrale femminile, affidata a personale laico. Infine nel 1961 è nato l'Istituto magistrale statale "Carlo Lorenzini". Nel 1979 è cessata l'ultima attività ancora in vita del Conservatorio, quella dell'asilo.